# Vilius Martusevičius
Vilius Martusevičius (* 1. Dezember 1969 in Kėdainiai) ist ein litauischer ehemaliger Agrarpolitiker, Vizeminister der Landwirtschaft.

## Leben
Vilius Martusevičius  arbeitete als Manager in der Distributionsabteilung im Unternehmen Krekenavos agrofirma. 2000 war er LCS-Kandidat zum Gemeinderat der Rajongemeinde  Kėdainiai. 2005 arbeitete er im Unternehmen UAB „Ekspora“ als Marketing-Direktor. Danach war er Berater der Landwirtschaftsministerin Virginija Baltraitienė (* 1958). Vom 24. September 2014 bis Februar 2016 war er stellvertretender Landwirtschaftsminister Litauens,  Stellvertreter von Virginija Baltraitienė im Kabinett Butkevičius. Er trat vom Amt zurück.
Martusevičius ist Mitglied der Partei Darbo partija. Früher war er Mitglied von Lietuvos centro sąjunga.
Martusevičius ist verheiratet. Mit Frau Skirmantė hat er den Sohn   Justas und die Tochter   Indrė.
Er spricht Englisch und Russisch.